# Miedzna (gemeente)
De gemeente Miedzna is een landgemeente in het Poolse woiwodschap Mazovië, in powiat Węgrowski.
De zetel van de gemeente is in Miedzna.
Op 30 juni 2004 telde de gemeente 4158 inwoners.

## Oppervlakte gegevens
In 2002 bedroeg de totale oppervlakte van gemeente Miedzna 115,78 km², waarvan:
- agrarisch gebied: 67%
- bossen: 27%

De gemeente beslaat 9,5% van de totale oppervlakte van de powiat.

## Demografie
Stand op 30 juni 2004:
| Omschrijving                   | Totaal | Totaal | Vrouwen | Vrouwen | Mannen | Mannen |
| ------------------------------ | ------ | ------ | ------- | ------- | ------ | ------ |
| eenheid                        | aantal | %      | aantal  | %       | aantal | %      |
| inwoners                       | 4158   | 100    | 2066    | 49,7    | 2092   | 50,3   |
| bevolkingsdichtheid (inw./km²) | 35,9   | 35,9   | 17,8    | 17,8    | 18,1   | 18,1   |

In 2002 bedroeg het gemiddelde inkomen per inwoner 1279,92 zł.

## Administratieve plaatsen (sołectwo)
Miedzna, Międzyleś, Orzeszówka, Poszewka, Rostki, Tchórzowa, Ugoszcz, Warchoły, Wola Orzeszowska, Wrotnów, Wrzoski, Zuzułka, Żeleźniki.
Zonder de status sołectwo : Glina.

## Aangrenzende gemeenten
Kosów Lacki, Liw, Sokołów Podlaski, Stoczek, Węgrów